# Dipodium paludosum
Dipodium paludosum är en orkidéart som först beskrevs av William Griffiths, och fick sitt nu gällande namn av Heinrich Gustav Reichenbach. Dipodium paludosum ingår i släktet Dipodium och familjen orkidéer. Inga underarter finns listade i Catalogue of Life.

## Bildgalleri

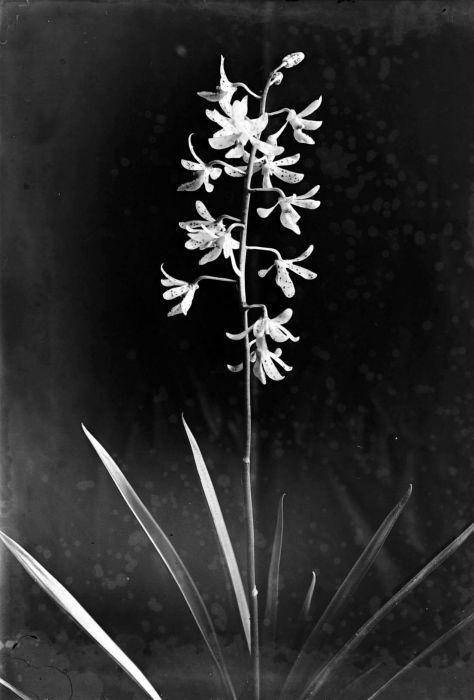